# ゴルカル
ゴルカル（Golkar）は、インドネシアの政治団体、政党である。立党原則を、パンチャシラ（建国5原則）と1945年憲法に置いている。なお「ゴルカル」は「ゴロンガン・カリヤ Golongan Karya」（職能集団）の略称である。
旧スハルト政権下で実施された総選挙では圧倒的な得票率をあげて勝利し、同政権を支える「与党」として機能してきた。ただし、「政党とゴルカルについての法律（1975年）」及び「同改正法（1978年）」（以後、一括して「政党・ゴルカル法」と略）は、ゴルカルを政党ではなく「職能団体」であると規定していた。
スハルトの失脚時まで政権「与党」としての機能を継続したが、ハビビ政権下で新たに制定された政党法では、ゴルカルの特権的地位が改められ、組織は「政党」として再編されることになった。

## スハルト時代以前
スハルト政権の支持基盤として存続してきたゴルカルであるが、その組織的起源はスカルノ政権末期にある。
9月30日事件へ至るまでのスカルノによる「指導される民主主義」時代末期、それまでの相次ぐ国内騒乱やスカルノの政治指針にともないインドネシア共産党（PKI）の勢力が急拡大した。これを政治的ライバルとして警戒するインドネシア共和国軍は、PKI傘下の大衆組織に対抗しうる組織を形成する必要に迫られた。そこで国軍はPKIに反発する職業別集団を組織化し、それらを調整する機関として1964年10月20日にゴルカル共同事務局（Sekber Golkar）を発足させた（大形、1995年、144頁以下を参照）。
その後、9月30日事件によってPKIが壊滅し、スカルノの失脚、スハルトの大統領就任、そしてスハルトによる新体制が始まるとともに、ゴルカルもまた新たな政治的役割を担うことになった。スハルトは軍人という立場上いかなる政党にも属しておらず、政党政治から距離を置いていたが、彼もまた自ら大統領として再選されるため与党を必要としたのである。そこでスハルトは部下であり国民協議会議長となっていたアリ・ムルトポに命じ、ゴルカル共同事務局を政党のような組織へ改造させた。
ムルトポは経済発展や開発、社会秩序の安定といった概念を多く用いた党綱領を作成して有権者へのアピールにつとめ、同時に現場レベルの公職者へ組織票のノルマを割りあてさせることで支持を固めた。そして1971年7月5日に予定された総選挙に、スハルト政権を支持する政治団体として、ゴルカルも参加することになったのである。

## スハルト時代
1971年以降のインドネシアでは5年に一度ずつ滞りなく総選挙が実施されてきたが、スハルト時代の総選挙でゴルカルが圧倒的な強さを誇ったのは法制度面での恩恵を十分に受けていたからに他ならない。
スハルト時代に制定された「政党・ゴルカル法」は、各政党の支部組織の設置基準を、首都、一級自治体（州）、二級自治体（県）レベルの3段階に限定していた。そのためゴルカル以外の政党（インドネシア民主党と開発統一党）は郡・村レベルでの組織浸透をはかることができず、選挙では苦戦を強いられたが、ゴルカルは政党の支部設置基準に拘束されることなく、郡・村レベルでも出先機関を配置できた。公務員はゴルカルへの加入を半ば強制的に推奨されていたためゴルカル地方支部は地方官僚組織と一体化しており、ゴルカルの影響力は草の根レベルまで浸透した。
スハルト自身は政党に属しておらず、ゴルカルの総裁でも執行部役員でもなかった。しかし彼はゴルカル中央顧問会議の議長を務めており、顧問会議が中央執行部を監督し総裁にすら優越するというシステム上、実質的に彼がゴルカルを支配していた。形式的には、ゴルカル側が自発的にスハルトを顧問へ戴き、国民協議会の多数派として大統領へ推挙するかたちがとられた。
また「政党・ゴルカル法」では党費・寄付・合法的な事業・国家の補助など党の運営資金面について規定していたが、党費を除いた項目は無制限であったためゴルカルへの寄付が後を絶たなかった。運営資金面でスハルトの開発独裁政権を強固なものにしたが、不透明さから汚職、癒着、縁故主義などによる組織腐敗の温床になっていたとも指摘されている。
同法では選挙制度もゴルカル有利に定められていた。具体的には全県が少なくとも1議席を有し、各州ごとに人口比例の議席配分を実施する変則型比例代表制であった。「選挙法」の定めに従い、選挙管理委員会の委員長や委員は知事クラスの公務員が兼任していたため（知事は大統領による任命制であった）、選挙の実施機関と官僚組織が一体化していた。
また上記のノルマをはじめ、ゴルカルの選挙運動には公務員や軍人が大々的に動員された。ゴルカルは国軍が支配する組織でもあり、スハルト時代末期に就任したハルモコ以前の総裁はみな軍人であった。投票そのものも村の役場などで行なわれたため、有権者は棄権を許されず、投票会場では無言の圧力を感じながらゴルカルへの投票を促された。こうして完全な政府統制のもとで実施された総選挙は、毎回異様に高い投票率とゴルカルの圧倒的な得票率を誇って、スハルト政権の正統性を内外に喧伝する「民主主義の祭典」として機能していたのである。
ゴルカルを創設したアリ・ムルトポは、インドネシア国民の「非政治化」を唱えていた。スカルノ時代はイデオロギーや宗教の違いによって政党が乱立し、それらが独自の婦人団体や青年団体、労働組合をもち、地方の大学や役所でもイデオロギー的な理由で刃傷沙汰が起きる時代でもあった。こうした全国津々浦々における党派対立は、9月30日事件とその後の虐殺事件でピークへ達することとなる。
これを踏まえてムルトポは国民どうしの内紛や反目を極力おさえた体制をめざし、そのためにイデオロギー的に中立とされた国軍と、国是であるパンチャシラを前面へ押しだす必要があると考えた。またコーポラティズム色をとりいれ、国民の意見を吸いあげ行政へ反映する装置として、ゴルカルに協力的な職業団体や青年団体を創設した。ただしこれらの団体がゴルカルを通じて政府へものを言う、あるいは利害を調整することは結局なかった。

## スハルト時代の党組織
ゴルカルは職能集団というふれこみで、公的には7つの（1971年からは8つの）協同組合・利害調整団体である母体組織集団 (Kelompok Induk Organisasi)あるいは「KINO」の連合体であった。その内訳（名称は当時）は以下の通りである。
- トリカルヤ（Tri Karya）と呼ばれる、ゴルカル中央事務局時代からの非公式な中核諸団体
  - 相互扶助多目的団体連合 (Kesatuan Organisasi Serbaguna Gotong Royong, KOSGORO）
  - インドネシア自立勤労者中央連合 (Sentral Organisasi Karyawan Swadiri Indonesia, SOKSI）
  - 相互扶助家族主義協議会 (Musyawarah Kekeluargaan Gotong Royong, MKGR）
- 1969年の整理統合で誕生した諸団体
  - インドネシア人民職能連合 (Gerakan Karya Rakyat Indonesia, GAKARI）
  - 国防治安大衆団体 (Organisasi Massa Pertahanan Keamanan, Ormas Hankam）
  - 専門職能団体 (Organisasi Profesi）
  - 開発職能団体 (Gerakan Pembangunan）
- 1971年の大統領令で設立された団体
  - インドネシア共和国公務員連盟 (Korps Pegawai Republik Indonesia, KORPRI）

一方、1971年の総選挙における大勝を受け、ゴルカル内部では貢献度の高いグループを中心として派閥が生まれていた。国軍、内務省、「KINO」出身者、そしてムルトポのもとで選挙工作を行っていた総選挙監督局（Badan Pengendali Pemilihan Umum, BAPILU）である。ゴルカルが事務局ではなく正式な統一組織として発足したのはこの年だが、その時の中央執行部は総裁・副総裁の座を国軍が、役員の半数をBAPILUおよびムルトポ派が占めるかたちとなった。ただしいずれのグループも軍人が率いていたため、初期の派閥争いは国軍内部の権力闘争と密接にかかわっていた。
1983年までに、これらの派閥は「ゴルカル大家族」 (Keluarga besar Golongan Karya）とよばれる概念へ変わっていった。増原（2010）によれば、この観念は国軍や内務省がゴルカルへ介入するための口実として使われてきたとされるが、一方でゴルカル内の組分けにも用いられる。「ゴルカル大家族」は次の三要素で構成される。
- ルートA（Jalur A）
  - AはABRIすなわち国軍をさす。スハルト政権下では多くの軍人が政治にたずさわり、国軍司令官によって率いられた。ハンカム（Ormas Hankam）メンバーはこの派閥にたいてい属し、国民協議会では軍人議員を多く輩出した。
- ルートB（Jalur B）
  - BはBirokratすなわち官僚をさす。内務大臣が代表とされ、主にKORPRIメンバーで構成された。具体的には公務員、公職者、国営・公営企業の従業員、政府に雇われている軍人などである。
- ルートG（Jalur G）
  - GはGolonganすなわちゴルカル自体をさす。ゴルカル総裁に代表され、上記以外のグループ出身者からなり、1980年代以降は世代交代にともなって学生運動や宗教団体活動、実業経験をもつ若手幹部を輩出した。国軍や政府ではない「ゴルカル生え抜き G murni」と呼ばれることもある。

これら3派閥は互いに合意を得るため、多くの場合において密接に協力した。象徴的な事例として、スハルト時代にゴルカルが指名する大統領候補（つまりスハルト本人）の名を告げにゆくのは、3派閥の長たる国軍司令官・内務大臣・ゴルカル総裁であった。
ただし内紛がなかったわけではない。たとえば1988年に現任総裁のスダルモノが次期副大統領候補として浮上した際、スダルモノ自身も軍人出身だったが国軍と「ルートA」は彼の指名に反対した。このときはスダルモノが副大統領の座を勝ち取ったが、直後に「ルートA」側はゴルカルの地方支部長選挙で退役軍人を次々に勝利させた。新しい支部長たちは近く行われるゴルカル総裁選で再選をめざしていたスダルモノへの不支持を示して圧力をかけ、これを受けたスダルモノはスハルトに相談したうえで総裁選への再出馬を断念した。
スダルモノは1983年の総裁就任以降、次世代の育成や内部改革に力をつくし、「ルートG」から大きな支持を得ていた。大形（1995）によれば当時スハルトは次の任期中に引退するような発言を行っており、スハルトの後任としてスダルモノが大統領へ就任することを国軍は許せなかったと指摘している。なお彼が撤退する発端となった、ゴルカル支部長や地方の意見が中央執行部へと反映されるシステムへの改革を行ったのは、皮肉にもスダルモノ自身であった。

## ハビビ時代以降
スハルトの失脚後、スハルト時代の清算を厳しく要求する諸勢力の機先を制する形で、新大統領ハビビは矢継ぎ早に制度改革を実行した。その政治改革の一環として改正された新政党法にもとづいて、ゴルカルはあらためて政党「ゴルカル党 Partai Golongan Karya」として再出発することになった。
この素早い適応はゴルカル内部でも起こっていた。次期総裁選のための全国大会では親スハルト派と反スハルト派の激しい抗議活動が続いたが、アクバル・タンジュンがゴルカル史上初めて前総裁の指名によらず選出された。アクバル総裁のもと中央執行部は廃止され、顧問会議の権力も削られた。
しかし、1999年の総選挙では、ハビビが率いるゴルカルはスハルト色を払拭することができずに苦戦することになった。結社の自由を大幅に認める新政党法によって新党が族生し、国民の人気はそれらの新党に向かった。
なかでもメガワティ率いる闘争民主党は、世俗的な国民層を中心に支持を集め、この選挙では第1党（支持率33.8%）の地位を獲得した。また、イスラム系の社会団体であるナフダトゥル・ウラマーを支持基盤として発足した民族覚醒党やその他のイスラム系諸政党も、ムスリムが国民の多数を占める同国で一定の得票率をあげた。
ゴルカル党はそれらの新党に票を奪われて得票率は22.5%に留まり、第2党に転落した。その結果ハビビは大統領を辞任し、大統領指名選挙では民族覚醒党のアブドゥルラフマン・ワヒドが選出され、ゴルカルは初めて野党に転ずることになった。なおこの1999年選挙では、ゴルカルはジャワでの支持基盤が脆弱であることが明らかとなるものの、ジャワ以外とくにハビビのお膝元であるスラウェシ島では圧勝を収めている。またタンジュンは国民協議会の議長席を守った。
ゴルカルは大統領指名選挙でワヒドを支援し、メガワティ政権の誕生を防いだものの、翌日の副大統領指名ではメガワティの就任を許した。一方でワヒド内閣にはゴルカルから多くの大臣を送り込むことができた。
2004年の大統領選挙にあたり、ゴルカルは5人の党内候補からウィラント将軍を擁立した。彼はスハルト時代の末期、学生運動などと対話を行った穏健派の将軍として、また1999年に国軍が東ティモールから撤退する際に国軍と民兵組織がはたらいた人権侵害に関与した疑惑で知られていた。この疑惑のため、彼は選挙の2ヶ月前にディリで戦争犯罪人として起訴され、ウィラント本人は彼の政治的信用を失わせるために狙っておこなわれた動きだと主張した。
最初の大統領選挙では民主党（闘争民主党とは別）のスシロ・バンバン・ユドヨノ陣営が現職のワヒドを下した。しかし大統領・副大統領の就任には過半数の得票が必要であるため、指名選挙は上位2者のユドヨノとメガワティの決選投票へもつれこんだ。ゴルカルはメガワティ連合へ参加したが、ユドヨノ陣営が勝利し、副大統領にはゴルカルからの出馬に失敗してユドヨノ陣営へ加入したモハマッド・ユスフ・カラが就任した。
これ以降2023年末にいたるまで、ゴルカルは大統領を輩出できていない。一方で国民協議会では第2党の座を保ちつづけ、2014年には少数与党となった闘争民主党のジョコ・ウィドド政権に協力する形でゴルカルは与党入りした。